# Внутрішньотропічна зона конвергенції

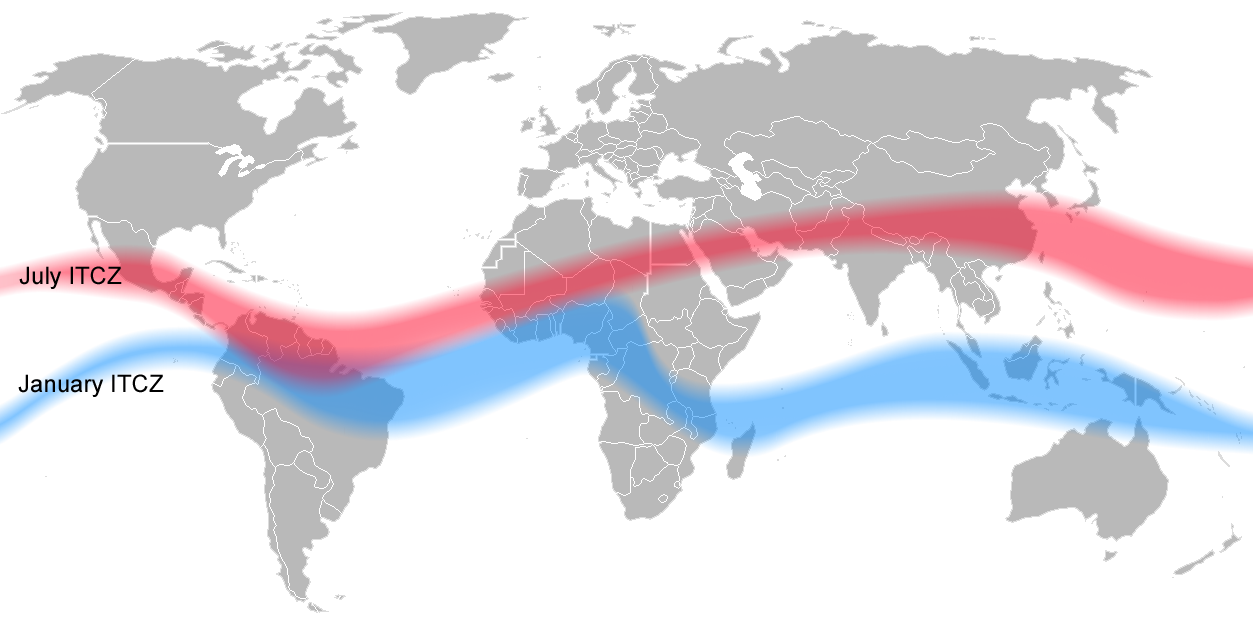
Розташування екваторіальної конвергентної зони в червні (червоний) і січні (синій)

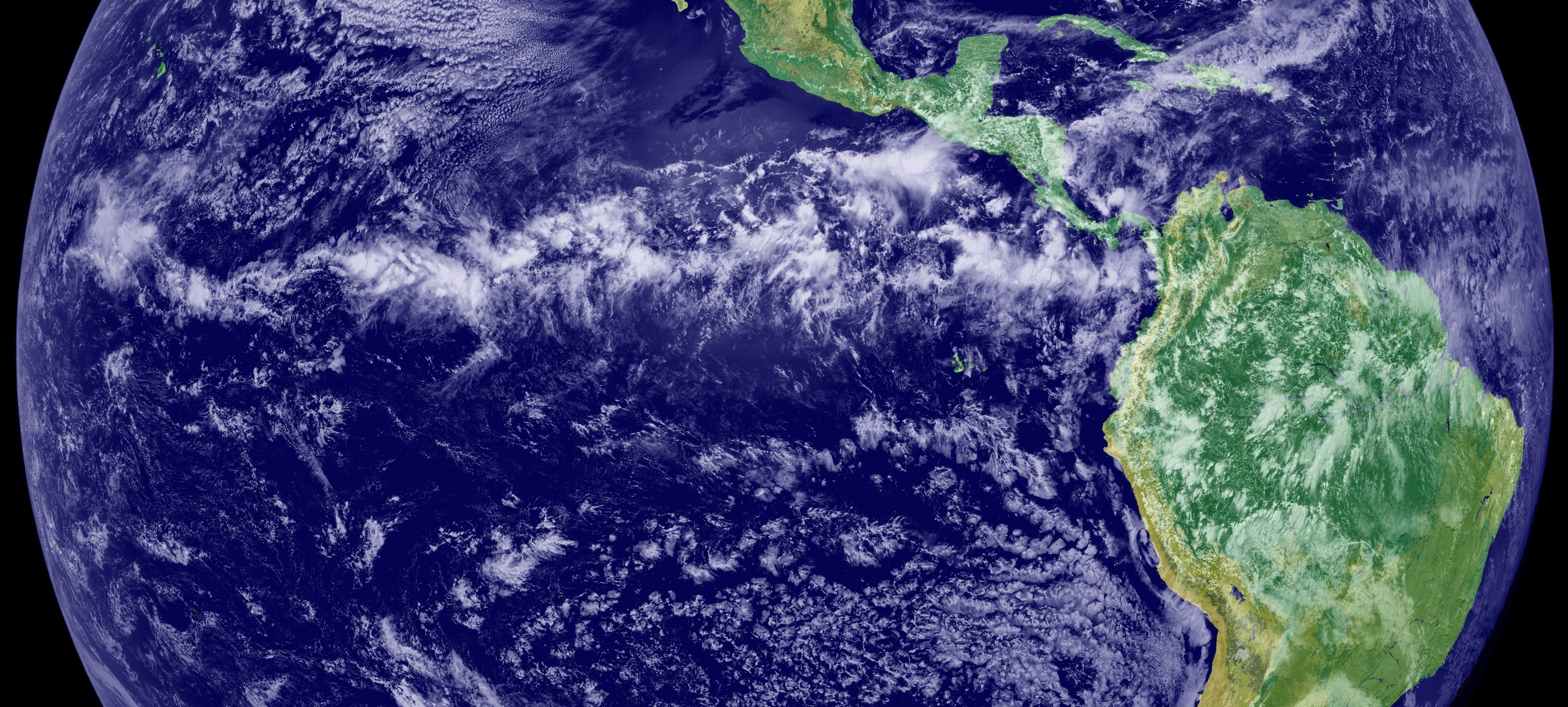
Грози уздовж екваторіальної конвергентної зони в східній частині Тихого океану

Внутрішньотропічна (екваторіальна) зона конвергенції (ВЗК, ЕЗК) — глобальний пояс низького атмосферного тиску поблизу екватору Землі. Звичайний атмосферний тиск на рівні океану у зоні становить приблизно 750 мм ртутного стовпа (на відміну від стандартних 760 мм на рівні моря). Ця зона формується за рахунок висхідних потоків (конвекції) теплого вологого повітря в зоні взаємодії двох комірок Гадлі (північної та південної). Є частиною глобальної системи розподілу тепла і вологи Землі. У цьому районі часті пообідні грози; загалом більше 200 днів на рік з дощем. У цій зоні формується більша частина тропічних циклонів.
Екваторіальна зона конвергенції рухається за сонцем і змінює своє положення залежно від сезону. Коли у Північній півкулі літо, то головна вісь ЕЗК перебуває на широтах до 10° пн. ш. Коли сонце стоїть в зеніті над тропіком Козорога й літо настає у Південній півкулі, то вісь ЕЗК зміщується приблизно до 5° пд. ш.